# Lista de representantes permanentes do Burundi nas Nações Unidas
Esta é uma lista de representantes permanentes do Burundi, ou outros chefes de missão, junto da Organização das Nações Unidas em Nova Iorque.
O Burundi foi admitido como membro das Nações Unidas a 18 de setembro de 1962.
| Início | Término | Representante permanente (Chefe de missão) | Cargo                        | Credenciais |
| ------ | ------- | ------------------------------------------ | ---------------------------- | ----------- |
| 1962   | 1963    | Pascal Bubiriza                            | Representante permanente     |             |
| 1963   | 1965    | Gervais Nyangoma                           | Representante permanente     | 1963-10-24  |
| 1965   | 1966    | André Nyankiye                             | Representante permanente     | 1965-04-12  |
| 1966   | 1973    | Térence Nsanze                             | Representante permanente     | 1966-04-05  |
| 1973   | 1976    | Joseph Ndabaniwe                           | Representante permanente     | 1973-04-18  |
| 1976   | 1976    | Patrice Mikanagu                           | Representante permanente     | 1976-06-    |
| 1977   | 1981    | Artémon Simbananiye                        | Representante permanente     | 1977-01-17  |
| 1981   | 1986    | Melchior Bwakira                           | Representante permanente     | 1981-09-25  |
| 1987   | 1989    | Jonathas Niyungeko                         | Representante permanente     | 1987-01-08  |
| 1989   | 1993    | Benoît Seburyamo                           | Representante permanente     | 1989-09-28  |
| 1993   | 1994    | Thérence Sinunguruza                       | Representante permanente     |             |
| 1995   | 1997    | Tharcisse Ntakibirora                      | Representante permanente     | 1995-02-01  |
| 1997   | 1999    | Gamaliel Ndaruzaniye                       | Representante permanente     | 1997-07-17  |
| 1999   | 2006    | Marc Nteturuye                             | Representante permanente     | 1999-10-05  |
| 2006   | 2006    | Albert Shingiro                            | Encarregado de negócios a.i. | -           |
| 2006   | 2008    | Joseph Ntakirutimana                       | Representante permanente     | 2006-05-01  |
| 2008   | 2009    | Augustin Nsanze                            | Representante permanente     | 2008-05-07  |
| 2009   | 2011    | Zacharie Gahutu                            | Representante permanente     | 2009-07-17  |
| 2011   | 2014    | Herménégilde Niyonzima                     | Representante permanente     | 2011-10-20  |
| 2014   | atual   | Albert Shingiro                            | Representante permanente     | 2014-09-04  |